# Onthophagus nagpurensis
Onthophagus nagpurensis là một loài bọ cánh cứng trong họ Bọ hung (Scarabaeidae).